# مارمولک‌های طوقی
مارمولک‌های طوقی (نام علمی: Crotaphytidae) نام یک تیره از زیرراسته ایگوآناسانیان است.